# Atlético San Francisco

Vereinslogo

Atlético San Francisco ist ein mexikanischer Fußballverein aus der im Bundesstaat Guanajuato gelegenen Stadt San Francisco del Rincón. Der Verein war zwischen 1992 und 1999 für sieben Jahre in der jeweils zweithöchsten Spielklasse des Landes vertreten.

## Geschichte

### Liga
Der Verein startete in der seinerzeit noch drittklassigen Tercera División und stieg nach der gewonnenen Meisterschaft der Saison 1991/92 in die zweitklassige Segunda División auf. In dieser Liga spielte die Mannschaft bis zur Einführung der Primera División 'A', die ab der Saison 1994/95 die zweithöchste Spielklasse des Landes war und die Segunda División damit de facto zur dritthöchsten Spielklasse degradierte.
In der Eröffnungssaison der Primera División 'A' belegte San Francisco in der Gesamttabelle den dritten Platz und konnte sich in den anschließenden Play-offs für das Halbfinale qualifizieren. Dort schied man gegen den späteren Zweitligameister und Aufsteiger Atlético Celaya nach zweimal 1:1 nur aufgrund der schlechteren Vorrundenplatzierung aus.
Danach ging es jedoch permanent bergab. Letztmals in der Saison 1996/97 gelang die Qualifikation für die – bereits im Viertelfinale endenden – Play-offs und am Saisonende 1998/99 stieg der Verein nach siebenjähriger Zweitligazugehörigkeit in die jetzt nur noch drittklassige Segunda División ab. Nachdem San Francisco den unmittelbaren Wiederaufstieg am Saisonende 1999/00 nur knapp verpasst hatte, zog der Verein sich am Saisonende 2004/05 aus der Segunda División zurück und spielt seither nur noch in der mittlerweile viertklassigen Tercera División.

### Pokal
In den Spielzeiten 1994/95, 95/96 und 96/97, als die Zweitligavereine am mexikanischen Pokalwettbewerb teilnehmen durften, gelangen der Mannschaft von San Francisco zwei sensationelle Erstrunden-Siege über Guadalajara (3:2 in der Spielzeit 1994/95) und Toluca (1:0 in der Spielzeit 1995/96), ehe sie im Achtelfinale jeweils knapp an América (0:1) und Pachuca (1:2) scheiterte. 1996/97 wurde der Pokalwettbewerb in Gruppen mit jeweils acht Mannschaften ausgetragen, wobei San Francisco den vorletzten Platz belegte, aber im Auftaktspiel noch einmal einen Erstligisten, diesmal die UAG Tecos mit 2:1, besiegen konnte.

## Spitzname
Der Spitzname Brujos (Hexen) entstand durch eine Sage, der zufolge die Gemeinde von San Francisco del Rincón von Hexen bevölkert sei. Die Sage entstand vermutlich aufgrund einer in der Region wachsenden, zwiebelähnlichen Pflanze.

## Erfolge
- Meister der Tercera División: 1991/92